# Taihō Kōki
Taihō Kōki, de nom real Kōki Naya (Shikuka, Prefectura de Karafuto, 29 de maig de 1940 - Tòquio, 19 de gener de 2013) va ser el 48a Yokozuna en l'esport japonès de sumo. És considerat un gran lluitador de sumo de la postguerra. Es va convertir en yokozuna el 1961 a l'edat de 21, essent el més jove de l'època, i va guanyar 32 tornejos entre 1960 i 1971. El seu domini fou tal, que conquerí sis tornejos seguits en dues ocasions diferents. És l'únic lluitador en guanyar almenys un campionat per any durant tota la seva carrera a primera divisió, i que té el major percentatge de victòries de qualsevol entre els lluitadors de l'era moderna. Després de la seua retirada esdevingué l'entrenador en cap de Taiho estable.